# ブルース・バッファー
ブルース・バッファー（Bruce Buffer、1957年5月21日 - ）は、アメリカ合衆国オクラホマ州タルサ出身のリングアナウンサー。主にUFCのアナウンスを担当している。プロボクシングやプロレスなどで同じくリングアナウンサーとして活躍しているマイケル・バッファーは腹違いの兄。兄弟2人の会社「バッファー・パートナーシップ」のCEO兼社長でもある。Tang Soo Doの黒帯(2段)で、キックボクシングの選手でもあった。コールの際に挟まれる『It's Time!』の決めゼリフが有名。

## 来歴
フィラデルフィアで暮らしていた13歳の時に柔道を始めて緑帯を取得。15歳のときにカリフォルニア州へ引越し、チャック・ノリスの道場生と友達になりTang Soo Doを始める。その後20代でキックボクシングを始めるが、32歳の時に脳震盪で医師にスパーリングを止められたことで引退した。
リングアナウンサーとしてはUFC以外に、HBOのボクシング中継やK-1などでも活躍している。

## コール
試合に参加する選手がオクタゴンに入場した後、以下に示すような流れでコールするが、試合カードによっては省かれる箇所もあり、様々である。（以下は一番コールが長い、メインイベントの例）
- 挨拶『Ladies and gentlemen,this is the main event of the evening.』
- コミッション（海外の場合は省かれる）
- ジャッジ3名の名前
- レフェリーの名前
- スポンサー
- 会場の名前と場所
- 決め台詞『It's Time!』
- 試合内容（5ラウンドのタイトルマッチなど）

以下、青コーナー、赤コーナーの順で選手情報をコールする。
- ファイトスタイル（柔術などのバックボーン）
- プロ戦績
- 身長
- 体重
- 出身ジムがある場所
- 選手の実績
- 選手名

## エピソード
- バッファーが選手をコールする際に、一度選手に背を向けてから、体を回転させ、選手の方に向く動きがあり、「Buffer 180゜」と言われ親しまれている。しかし一度だけ、UFC 100のブロック・レスナーとフランク・ミアの試合で、レスナーをコールする際に、最初からレスナーの方を向き、一回転してコールする、「Buffer 360゜」を披露した[2][3]。

## 出演

### 映画
- 闘魂先生 Mr.ネバーギブアップ（2012年）